# Seb Morris
Sebastian "Seb" Morris (Wrexham, 30 de novembro de 1995) é um automobilista britânico.

## Carreira

### GP3 Series
Em 9 de março de 2015, Morris foi confirmado como piloto da equipe Status Grand Prix para a disputa da temporada de 2015 da GP3 Series.